# Emma Knyckare

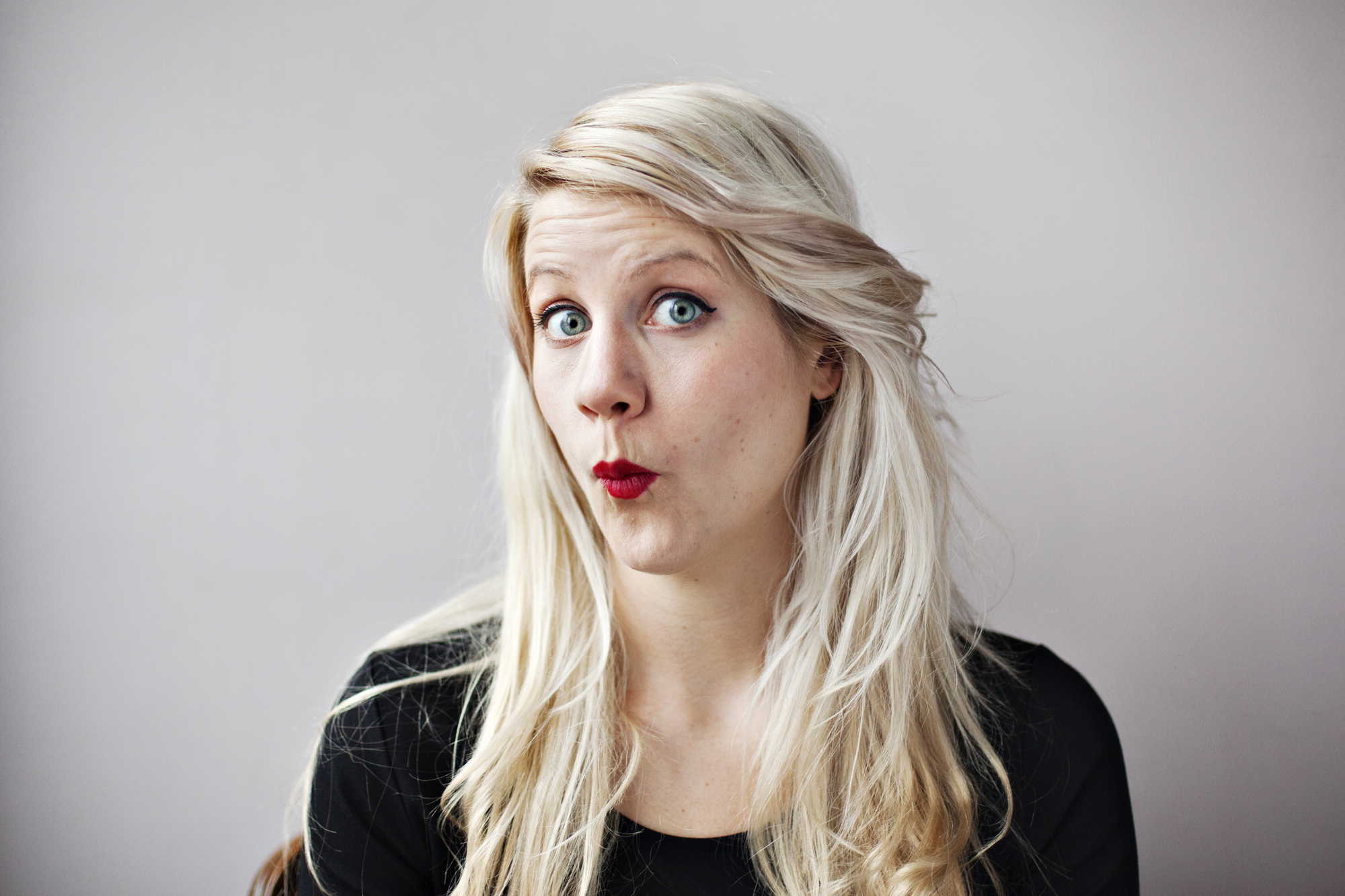
Emma Knyckare under "komikk-kollo" 2013.

Emma Margareta Sjöström Knyckare, ursprungligen Andersson, född 14 juli 1987 i Rolfstorp, är en svensk komiker och programledare. Hon har bland annat hörts i en mängd program i Sveriges Radio och i poddar samt verkat som tidningskrönikör.

## Biografi
Emma Knyckare har medverkat i flera radioprogram i Sveriges Radio P3 så som Morgonpasset och Tankesmedjan, i vilket hon var en av de fasta programledarna. År 2013 var hon, tillsammans med Sarah Dawn Finer och Kodjo Akolor, programledare för Musikhjälpen i samma kanal. I slutet på december 2013 meddelades det hon skulle lämna Tankesmedjan för det egna radioprogrammet Knyckare i P3 som började sändas den 13 januari 2014. Hon var senare programledare för radioprogrammet Vardag i P3 under 2016.
Knyckare har även medverkat i humorprogram på TV som Telefonpiraterna och Extra! Extra!. Hon uppträder som standup-komiker på klubbar som Raw Comedy Club, Bajsnödigt och Oslipat. Hon medverkar också i podcasten Åtties Mutant Ninja Komiker! tillsammans med Johannes Finnlaugsson, Nils Lind och Filip Andersson, och är också krönikör i ETC Göteborg. Hon medverkar även i podcasten Flashback forever.
Sommaren 2020 var Knyckare programledare för Byrådet, en serie i Sveriges Radio P1 om landsbygden.
Hon blev utnämnd till Årets hallänning år 2023.

### Statement Festival
Knyckare är initiativtagare till Statement Festival som hölls för första gången sommaren 2018.  För detta initiativ tilldelades hon Gaffaredaktionens specialpris 2017. Festivalen fälldes för diskriminering då cis-män förklarades inte vara välkomna, som en reaktion mot de sexuella trakasserier mot kvinnor som ägt rum på festivaler. 

### Privatliv och namn
Efternamnet Knyckare tog hon då hon och hennes dåvarande pojkvän ville ha ett gemensamt efternamn.

## TV-medverkan
- 2006 – Extra! Extra!
- 2018 – Bäst i test (TV-program)
- 2019 – Släng dig i brunnen
- 2020 – Falkenberg forever (TV-serie)
- 2022 – Alla mot alla med Filip och Fredrik
- 2024 – IFS – invandrare för svenskar